# Wasserball

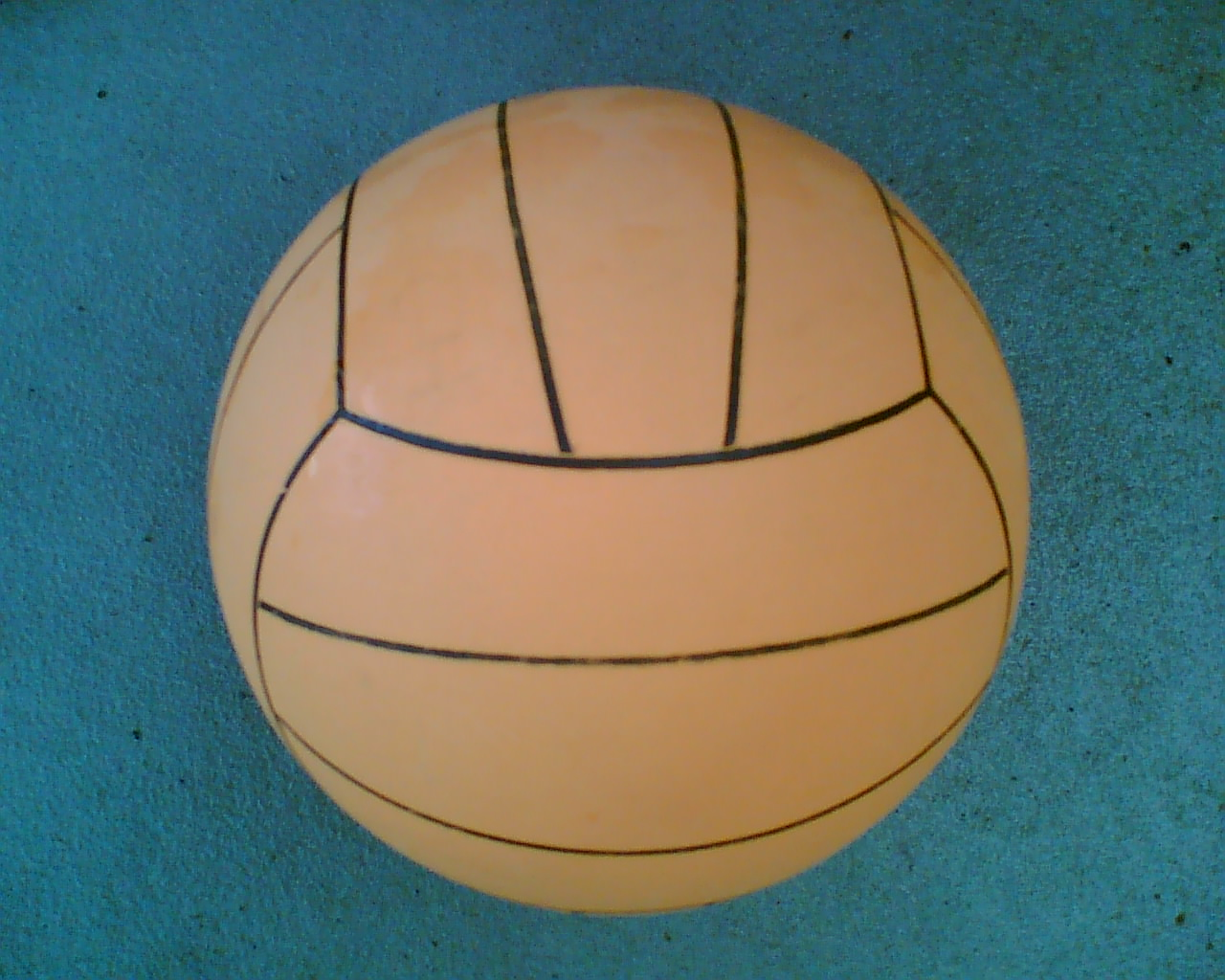
Ein Wasserball hat ein Gewicht von 400 bis 450 Gramm und einen Umfang von 68 bis 71 cm. Bis zur D-Jugend spielt man mit der Ballgröße 4. Ab der C-Jugend spielt man immer mit der Ballgröße 5.

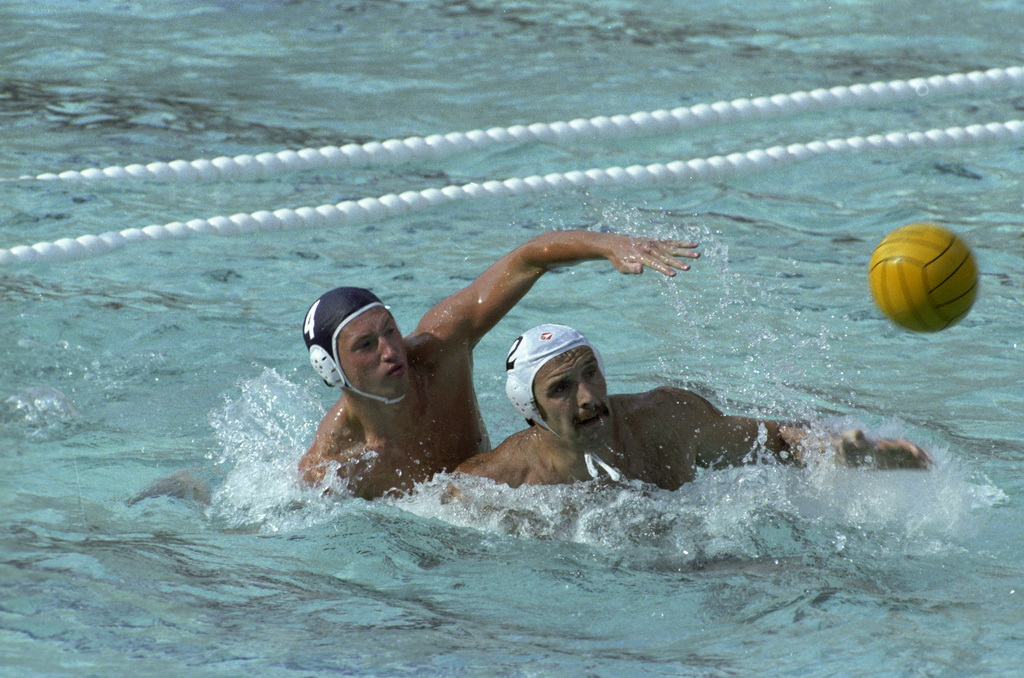
Wasserballspiel beim Olympiaturnier 1980 in Moskau mit Eugeny Grishin (Sowjetunion/blaue Kappe) und István Szívós (Ungarn)

Wasserball ist ein Ballspiel in einem abgegrenzten Feld im Wasser, bei dem die Spieler zweier Mannschaften versuchen, den Ball durch geschicktes Taktieren und Abspielen in das gegnerische Tor zu werfen. Ziel des Spieles ist es, mehr Tore als die gegnerische Mannschaft zu erzielen. Die Mannschaft mit den meisten anerkannten Toren ist der Sieger.
Wasserball gilt als Teildisziplin des Schwimmsports, so dass der Weltschwimmverband World Aquatics der internationale Dachverband der Sportart Wasserball ist.
Eine Mannschaft besteht aus maximal 13 Spielern (bei einigen Turnieren bis zu 15 Spieler), von denen sich im regulären Verlauf jeweils der Torhüter und sechs Feldspieler im Wasser befinden; die übrigen Spieler stehen nach aktuellem Bedarf zum Auswechseln bereit.
Die Regeln des Spiels sind unter Wasserballregeln dargestellt.

## Spieldurchführung und Taktiken

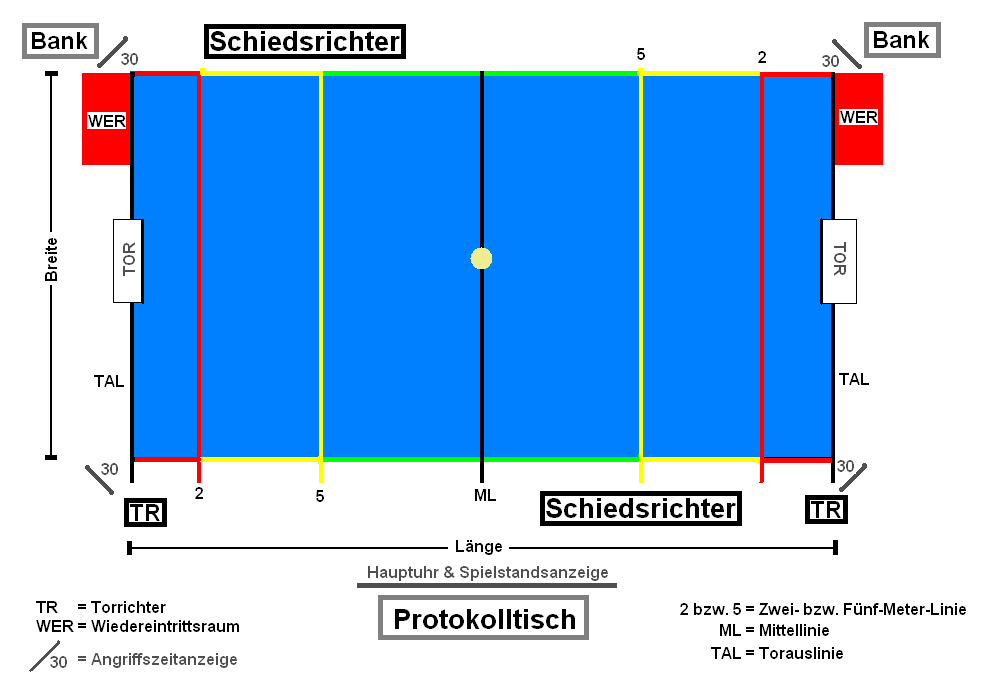
Spielfeld beim Wasserball, wie es seit dem 1. Oktober 2005 bespielt wird. Es sind alle Personen und deren entsprechende Position dargestellt.

### Schwimmstil
Der Schwimmstil ist nicht vorgeschrieben. Die Schwimmarten Delfin bzw. Schmetterling werden sehr selten praktiziert, weil sie kraftzehrend sind und keinen sinnvollen Einsatz im Spiel haben. Das Brustschwimmen wird meist in ruhigeren Situationen, etwa nach einer Spielunterbrechung praktiziert. Im kämpferischen Verlauf wird hauptsächlich im schnellen Kraulstil geschwommen, wobei überwiegend mit dem Kopf über Wasser geschwommen wird, um die Spielübersicht zu behalten. Der Ball wird vor dem Kopf geführt. Die Arme „dribbeln“ durch ihre Bewegung im Kraulstil über Wasser den Ball, zusätzlich wird der Ball je nach Situation auch durch Kopf- (Gesicht-)stöße weiterbefördert.
Die Arme werden über Wasser angewinkelt, wenn der Spieler den Ball führt und ihn gegen mögliche Gegner behaupten muss. Der Kopf ist so weit erhoben, dass der Schwimmer sowohl durch den Mund atmen als auch die Bewegungen der anderen Spieler beobachten kann.
Neben der Armführung erfolgt ein weit stärkerer Beinschlag-Antrieb. Der normale Tempo-Kraulstil wird meist nur beim Anschwimmen und Kampf um den Ballbesitz zu Beginn jeden Viertels praktiziert, hier kommt es vorrangig auf maximale Schnelligkeit an, Bewegungen des Gegners werden eher flüchtig wahrgenommen.
Schwimmen im Rückenstil wird meist nach drei bis vier Zügen Kraul praktiziert, um bereit zu sein für zugespielte Bälle von den hinter dem Spieler befindlichen Mitspielern.
Wassertreten ist die effektivste, am wenigsten anstrengende und damit von jedem Wasserballer praktizierte Methode, sich über Wasser zu halten, was vor allem von den Torwarten praktiziert wird, die sich ständig an ihrem festen Platz über Wasser halten müssen. Bei der Abwehr von Torschüssen wird das Wassertreten in so starker Weise ausgeführt, dass der Torwart sich dabei mit hochgestreckten Armen bis zum Bauchnabel aus dem Wasser heben kann. Bei der Bereitschaftsstellung vor einem zu erwartenden Torschuss ist der Torhüter weiter nach vorne gebeugt als normal in der „Froschhaltung“. Dabei sind die Füße, Beine, Hüfte, Arme und die Hände angewinkelt. Durch eine kraftvolle Grätsche nach unten und hinten ist es dem Torhüter, aber auch anderen Spielern möglich, weit aus dem Wasser heraus zu schnellen, um einen Ball abzufangen.
Es ist unzulässig während des Abspielens auf dem Beckenboden zu stehen, sofern die Wassertiefe den Regeln entspricht.

### Spielerpositionen

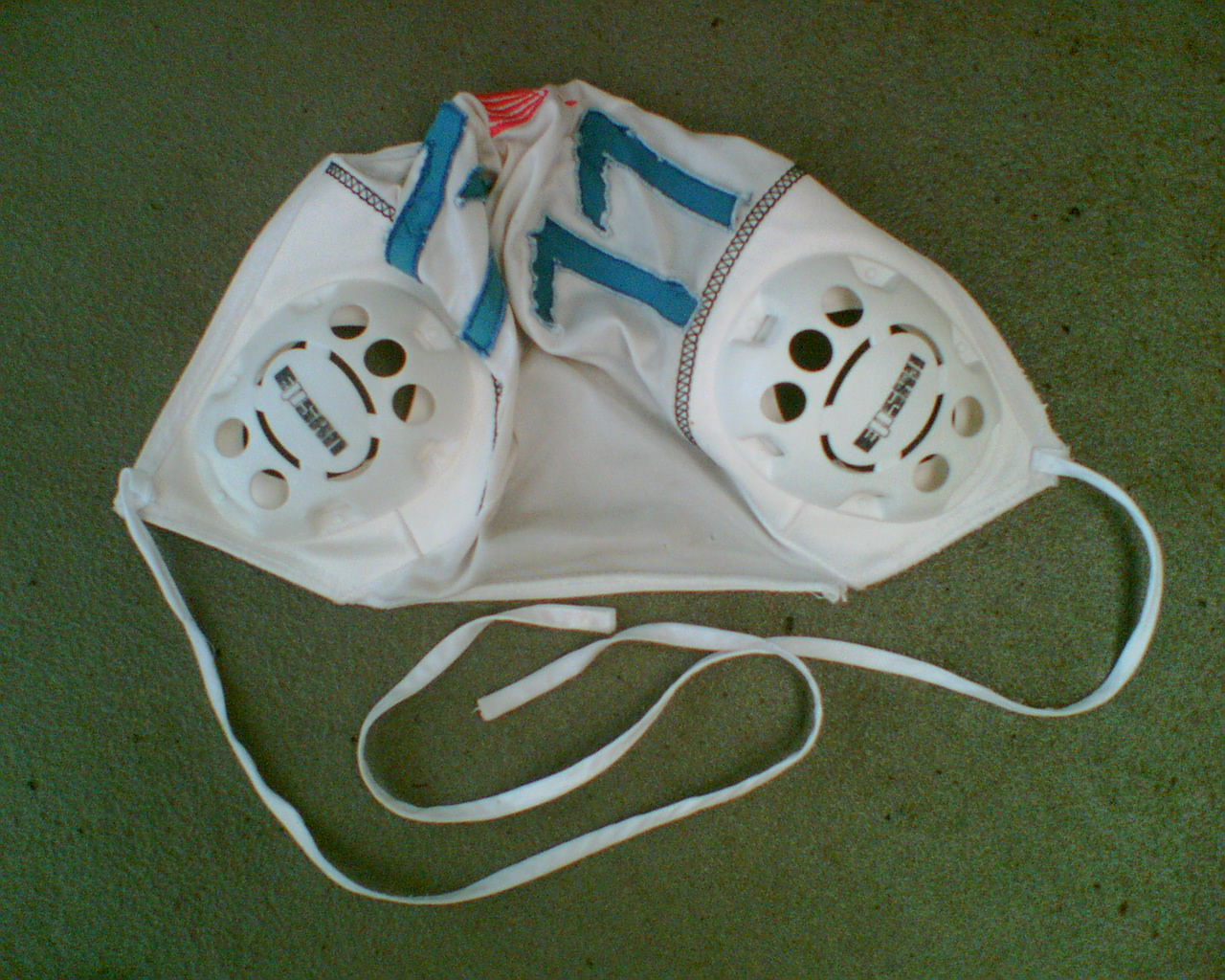
Kappe. Jeder Spieler trägt eine Kappe mit Ohrenschützern und Nummer. Die Kappe des Torhüters ist rot.

Im modernen Wasserballspiel haben sich die Taktiken so weit entwickelt, dass sich bestimmte „Spielerpositionen“ definieren lassen. Diese sind außer beim Torwart jedoch nicht ausschließlich an einen so benannten Spieler gebunden, vielmehr müssen vor allem die Abwehr- und Mittelfeldspieler je nach Spielverlauf von der einen auf die andere „Position“ wechseln.
- Der Torhüter muss stets in seiner eigenen Spielfeldhälfte bleiben. Er ist der Einzige, der im 5-Meter-Raum den Ball mit beiden Händen spielen und sich auch ohne Ball im 2-Meter-Raum aufhalten darf. Häufig beginnen Angriffe von seiner Position aus.
- Der Center-Spieler einer Mannschaft steht beim Angriff in etwa auf Höhe der gegnerischen 2-Meter-Linie möglichst mittig vor dem Tor. Wird er angespielt, versucht er den Ball entweder selbst ins Tor zu schießen oder spielt ihn so ab, dass ein Mitspieler zum Torwurf kommen kann. Normalerweise ist der Center der Einzige während eines Angriffs, der auch die Sicht nach hinten hat, da er mit dem Rücken zum gegnerischen Tor liegt. Somit kann er seine Zuspiele zu einem freien, also ungedeckten, Mitspieler geben. Meist entstehen dabei harte Zweikämpfe mit dem Centerverteidiger.
- Der Centerverteidiger versucht im Verteidigungsfall stets durch geschicktes Decken des gegnerischen Centers den Ball zu erlangen. Durch die Zweikämpfe bekommt diese Position die meisten - zeitlich begrenzten -Hinausstellungen. Allerdings honorieren die Schiedsrichter immer eine saubere Abwehrleistung. Oftmals ist es auch so, dass der Centerverteidiger den Center zu einem Stürmerfoul zwingen kann. Aufgrund der Hinausstellungen wird diese Position oft zwischen den Spielern gewechselt, um nicht im Spielverlauf drei persönliche Fehler anzusammeln und sich damit die endgültige Hinausstellung für den Rest des Spieles (mit Ersatz) einzuhandeln. Im Angriff (bei Gleichzahl) steht der Centerverteidiger mit dem Gesicht Richtung Tor hinten in der Mitte und fungiert als Ballverteiler.
- Auf Außen spielen meist schnellere Spieler die meist auch zum Beginn eines Viertels zentral zum eingeworfenen Ball anschwimmen. Bei einem Konter drehen sich die Außenspieler als erstes um, um den Ball vom Torwart anzunehmen und den Angriff weiter aufzubauen. Durch V-förmiges Auseinanderschwimmen ziehen sie das Spiel in die Breite. Die zwei Außenspieler (rechts und links) haben die längste Schwimmstrecke, da sie die ganze Feldlänge schwimmen müssen um ihre Angriffs- bzw. Verteidigungsposition einzunehmen.
- Auf Halb spielen noch zwei Spieler jeweils auf beiden Seiten zwischen den Außenspielern und Centern/Centerverteidigern, deren Aufgabenfeld breit gefächert ist. Sie wechseln während des Angriffs ihre Positionen oftmals mit den Außenspielern oder dem Center, um im Angriff die gegnerische Verteidigung zu verwirren.

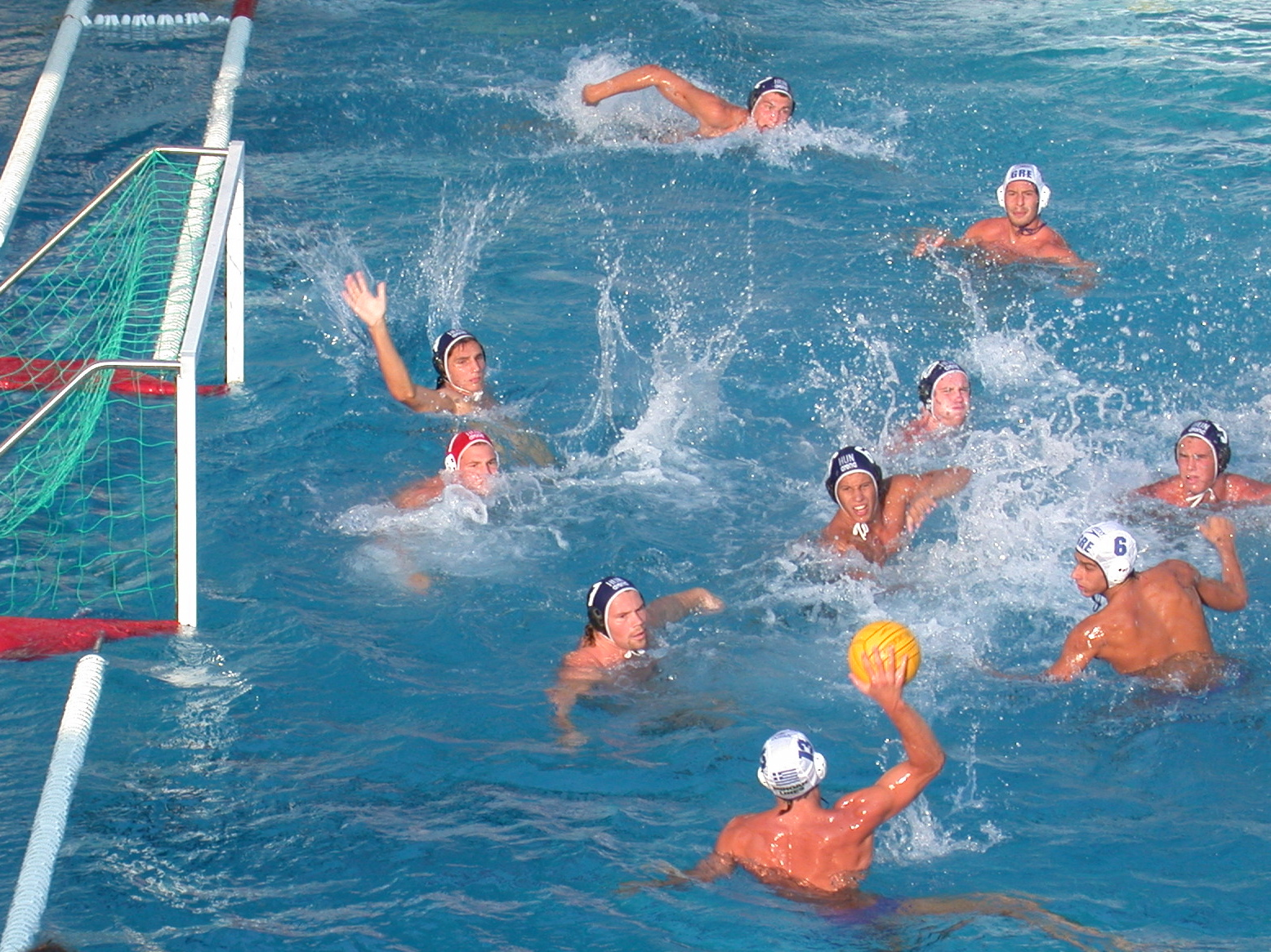
Spiel Griechenland (weiß) - Ungarn (blau) beim World Junior Championship 2004

### Regeln, die den Spielverlauf bestimmen
- Der Ball darf mit jedem Körperteil berührt werden, zum Beispiel mit dem Kopf, den Schultern oder den Füßen. Dabei dürfen die Feldspieler den Ball immer nur mit einem der beiden Hände oder Arme berühren. Nur der Torhüter darf den Ball innerhalb seines Fünf-Meter-Raums mit beiden Händen anfassen. Allerdings ist es verboten den Ball mit der Faust zu spielen - egal in welcher Situation. Der Torhüter darf hingegen die Fäuste für Paraden verwenden.
- Das Behindern eines gegnerischen Spielers, der nicht im Ballbesitz ist, wird als Foul mit einem Freiwurf geahndet, bei Halten, Tauchen und Zurückziehen des Gegners, wenn der den Ball nicht hält, gibt es eine Herausstellung (20 Sekunden). Dies gilt nicht, wenn der gegnerische Spieler während der Attacke noch im Ballbesitz ist. Drei solcher persönlichen Fehler, und der Spieler wird vom Rest des Spiels ausgeschlossen.
- Ein Tor kann nur dann erzielt werden, wenn der Ball zuvor von zwei Spielern gespielt (absichtlich berührt) wurde. Ausnahmen sind der Strafwurf und ein Freiwurf, der jenseits der Fünf-Meter-Linie vor dem Tor ohne Verzögerung ausgeführt wird.
- Für schwere Regelverstöße im Fünf-Meter-Raum wird der gegnerischen Mannschaft ein Strafwurf gegeben.
- Feldspieler können beliebig gewechselt werden. Wenn der Wechsel entweder nach einem Tor, dem Pausenpfiff oder während einer Auszeit erfolgt, so muss der auszuwechselnde Spieler einfach das Wasser verlassen und der Wechselspieler springt ins Wasser. Im laufenden Spiel müssen die auszuwechselnden Spieler in ihren Wiedereintrittsraum an der eigenen Torauslinie schwimmen und dort durch einen anderen Spieler ersetzt werden. Dieser Wechselraum ist Rot markiert.
- Nach einem erfolgreichen Torwurf formieren sich beide Mannschaften neu in ihren eigenen Spielfeldhälften. Das Spiel wird nach dem Wiederanpfiff des Schiedsrichters weitergeführt. Dabei wird der Ball meist vom Anstoßpunkt auf der Mittellinie von einem Feldspieler der Mannschaft, gegen die das Tor erzielt wurde, abgespielt, neuerdings aber auch immer öfter aus den hinteren Reihen.

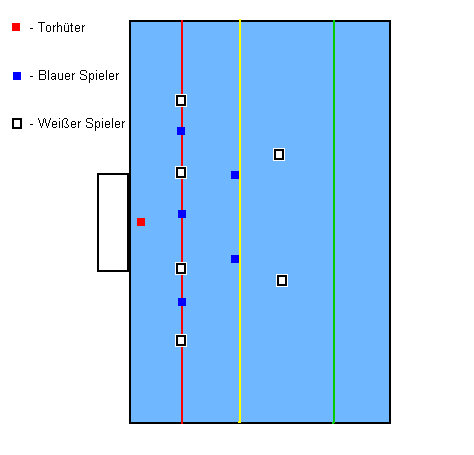
Weiß spielt in Überzahl. Blau in Unterzahl.

### Aufstellungen
Moderner Wasserball verfügt über sehr viele verschiedene Spieltaktiken, die von den meisten Spielern beherrscht und je nach Situation angewendet werden. Viele Taktiken basieren auf dem Überzahlspiel nach der Hinausstellung eines gegnerischen Spielers, die vergleichsweise häufiger als beim Handball vorkommt und jeweils nur vorübergehend besteht. Ebenso muss sich die in Unterzahl spielende Mannschaft dementsprechend darauf einstellen.
Die in Unterzahl spielende Mannschaft versucht vor ihrem eigenen Torraum möglichst immer einen Spieler zwischen zwei Angreifer zu stellen. An besonders gefährlichen Stellen kann auch eine Pressdeckung angewendet werden. Dies ist meistens bei der Position des gegnerischen „Centers“ der Fall.
Um die einzelnen Positionen besser auseinanderzuhalten, hat man sich geeinigt, dass man ihnen Platznummern gibt. Man zählt von links nach rechts und von vorne nach hinten.

Weiß in Überzahl. Blau in Unterzahl.

#### 4-2-System
Das 4-2-System ist die häufigste Spielsituation im Wasserball. Sie wird bei normalen Angriffen, aber am häufigsten bei Überzahlspiel praktiziert.
Die angreifende Mannschaft stellt auf der 2-Meter-Linie vier Spieler und fünf bis sechs Meter vom Tor zwei Spieler auf. Von den Vieren auf der Zwei-Meter-Linie stehen zwei auf Höhe der beiden Torpfosten und die anderen beiden stehen rund zwei bis drei Meter seitlich vom Tor.
Die verteidigende Mannschaft stellt nun jeweils einen Spieler zwischen zwei Angreifer auf. Also jeweils einer zwischen einem der beiden Angreifer in fünf bis sechs Meter Entfernung und einem der auf Höhe von den Torpfosten stehenden, jeweils einer zwischen den auf Höhe von den Pfosten stehenden und den Außenspielern und einer zwischen den beiden Angreifern auf Höhe der Torpfosten. Der Torhüter bewegt sich seitlich entsprechend jedem Ballwechsel der Angreifer in die Position gegenüber dem Ball vor dem Tor.

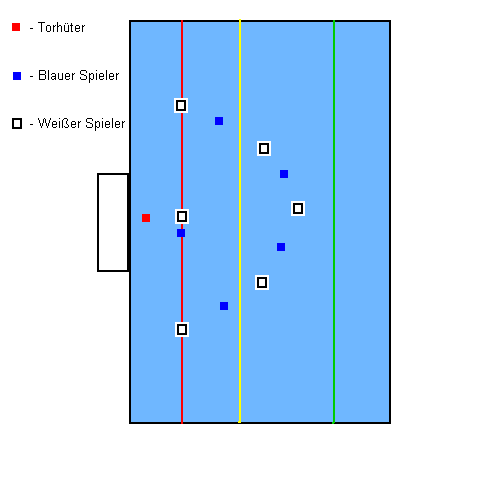
Weiß in Überzahl. Blau in Unterzahl.

#### 3-3-System
Das 3-3-System wird meist in kleinen Hallen praktiziert, in denen nicht genug Platz für vier Spieler nebeneinander ist. Die Becken sind dann in der Regel 10 bis 12,5 Meter breit (entspricht einer Breite von vier bzw. fünf Schwimmbahnen in einem genormten Schwimmbecken). Diese Variante ist eine beliebte Überzahlaufstellung.

#### 5-1-System
In manchen Regionen wird diese Aufstellung auch als „Halbkreis“ bezeichnet.
Dieses System wird meist von fortgeschritteneren Mannschaften praktiziert. Hier wird der Überraschungseffekt einer in Unterzahl spielenden Mannschaft ausgenutzt, denn so schnell kann man gar nicht umdenken und eine effektive Verteidigungsaufstellung finden. Der Center der Angreifer wird vom Centerverteidiger pressgedeckt. Während des Spiels kann es auch vorkommen, dass bestimmte Spieler in gewissen Situationen quer durch die Formation schwimmen, um zum einen dem Gegner die Deckung zu erschweren und zum anderen neue Freiräume zu bieten, in die dann wiederum andere Spieler hineinrutschen können. Als Beispiel: Der Spieler der auf ca. 4–5 m links steht, schwimmt in Richtung 2-m-Linie rechts außen. Der Spieler, der da schon steht, rutscht nach hinten rechts, wo gerade Platz freigeworden ist durch den Spieler, der da zuvor stand usw. Es wird also zyklisch umbesetzt.

## Verbände, Ligen und Turniere

### International
- Wasserball ist die älteste olympische Mannschaftssportart, da bereits ab 1900 ein Wettbewerb durchgeführt wurde, seit 2000 findet auch ein olympischer Wettbewerb der Frauen statt.
- Europameisterschaften werden seit 1926 (Männer) bzw. 1985 (Frauen) ausgetragen und waren bis 1997 Bestandteil der Schwimmeuropameisterschaften.
- Weltmeisterschaften seit 1973 (Männer) bzw. seit 1986 (Frauen) als ein Programmpunkt der Schwimmweltmeisterschaften ausgetragen.
- Seit 1979 kämpfen die acht weltbesten Mannschaften der Männer und Frauen zudem um den FINA-Weltcup.
- Jüngster Wettbewerb ist die jährlich veranstaltete FINA-Weltliga, die seit 2002 (Männer) bzw. seit 2004 (Frauen) auf verschiedenen Kontinenten ausgetragen wird.

In den internationalen Wettbewerben übernahm erwartungsgemäß das Mutterland Großbritannien zunächst die Führung mit Erstplatzierungen bei den Olympischen Spielen 1900, 1908, 1912 und 1920. Im Jahre 1904 traten in St. Louis lediglich drei Mannschaften aus den USA an, so dass die Ergebnisse zwar in den Annalen auftauchen, nicht aber in den Statistiken der FINA geführt werden.
Danach begannen die Ungarn international dieses Spiel zu dominieren mit bislang neun Erstplatzierungen bei den Olympischen Spielen in den Jahren 1932, 1936, 1952, 1956, 1964, 1976, 2000, 2004 und 2008. Die nächststärkeren Nationalmannschaften waren die Mannschaften von Italien (1948, 1960, 1992) und dem früheren Jugoslawien (1968, 1984, 1988) mit je drei Gesamtsiegen.
Deutschland gewann 1928 bei den Olympischen Spielen in Amsterdam die Goldmedaille und wurde 1981 und 1989 zweimal Europameister. Als beste Platzierung seit der Jahrtausendwende erreichte das deutsche Team 2004 den fünften Platz bei den Olympischen Spielen in Athen. In der FINA-Weltliga 2005 wurde die DSV-Auswahl Dritter.

### Wasserball in Deutschland
Die deutsche Dachorganisation ist der Deutsche Schwimm-Verband (DSV). Dem DSV ordnen sich in der Fachsparte Wasserball 18 Landesschwimmverbände (LSV) der Bundesländer sowie die separaten Landesverbände Baden, Württemberg und der Südwestdeutsche Schwimmverband unter. Im Weiteren gibt es noch Landesgruppen (LGr).

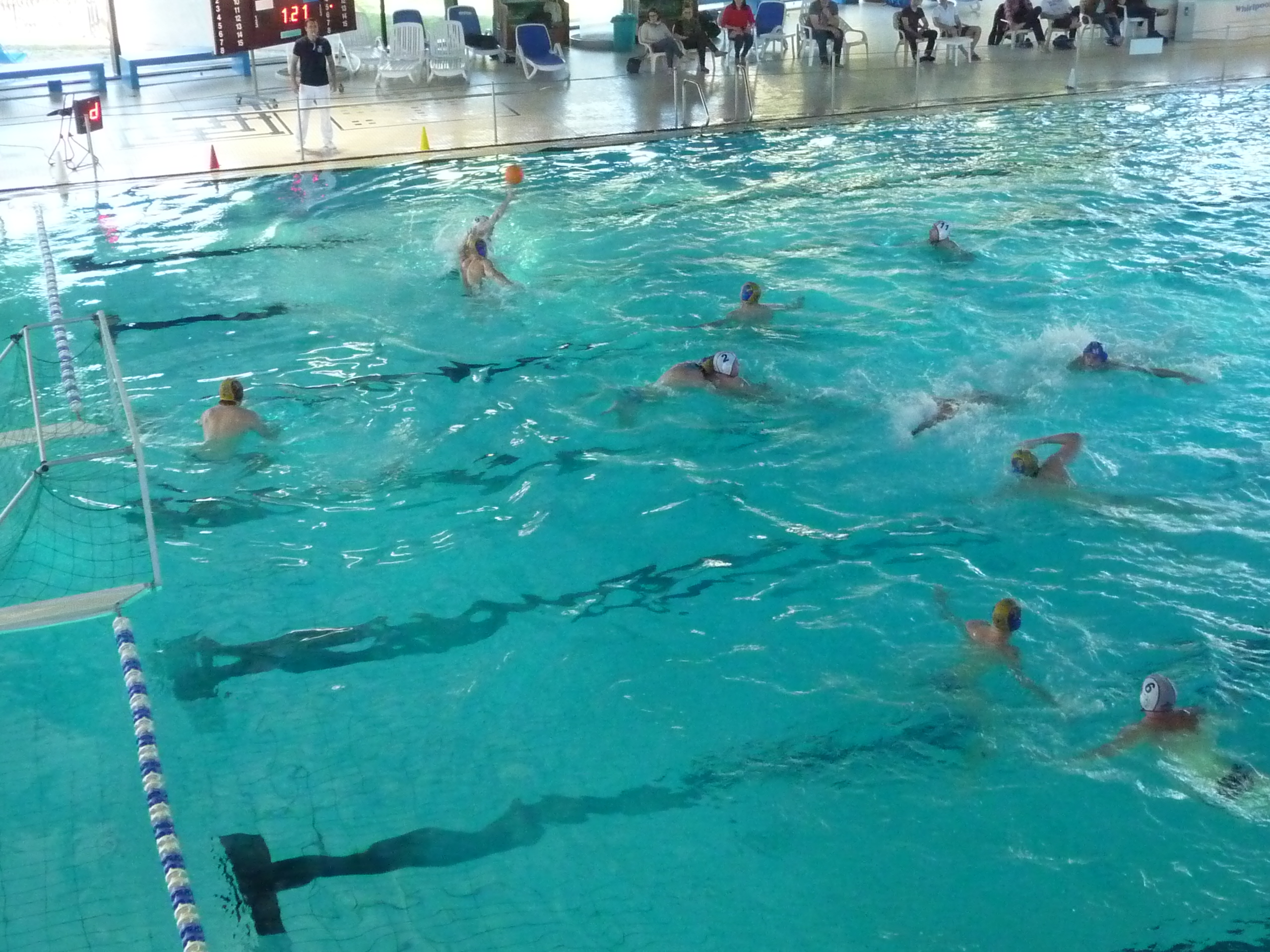
Spiel der Deutschen Wasserball-Liga zwischen dem SV Cannstatt und dem SVV Plauen (2015)

In Hannover ist der Olympiastützpunkt für Wasserball. Hier ist es Wasserballtalenten zudem möglich, in einem Internat zu übernachten und tagsüber mehrere Trainingseinheiten und die Schule zu absolvieren. Daneben bietet Chemnitz ein Sportgymnasium, in dem auch Wasserball gelehrt wird. Hier sind die Schüler in einem Internat untergebracht. Als weiteres spezifisches Angebot dieser Sportart arbeitet in Berlin eine sportbetonte Gesamtschule mit gymnasialer Oberstufe, in der Wasserball von dem ehemals Spandauer Bundesligaspieler Slawomir Andruszkewicz und Nationaltrainer Dirk Hohenstein unterrichtet wird. Es wird von Klasse 7 bis 13 Wasserball gelehrt. Ein Sportler hat dort im Durchschnitt zehn Stunden Schultraining pro Woche.
Ein großes Problem des Wasserballs in Deutschland ist die Frage, ob Wasserball noch als Leistungssport betrieben wird bzw. betrieben werden kann oder ob Wasserball nur noch als Breitensport betrieben wird. Ursachen sind dabei fehlende internationale Spitzenleistungen, die Sponsoren anlocken, um eben Mannschaften finanziell zu unterstützen. Des Weiteren gibt es kaum Profispieler, also Spieler, die sich ihren finanziellen Unterhalt durch Wasserball verdienen. Der Großteil der DWL-Spieler und damit auch Nationalspieler betreiben Wasserball als Hobby, was durch ihren eigentlichen Arbeitgeber bzw. Universität durch wenige Freistellungen usw. unterstützt wird. Wenn Geld bei den Mannschaften fehlt, kann man schlechter trainieren. Dadurch kann die Leistung im Vergleich zu anderen Nationen – z. B. Ungarn, wo die meisten Nationalspieler Profis sind – nicht gesteigert werden, was wiederum das Sponsoring behindert. Durch die mangelnden Spitzenleistungen sehen auch viele Landessportverbände nicht ein, die Wasserballvereine weiterhin finanziell zu unterstützen. Diese Probleme fangen bei den Frauen- und Männermannschaften an und ziehen sich bis in die Jugendmannschaften hinein.

#### Männerligen in Deutschland
Wasserballligen in absteigender Reihenfolge; in Klammern die Anzahl der Ligen:
- Deutsche Wasserball-Liga (DWL)
- 2. Liga (4)
- Oberliga (6)
- Verbandsliga (18)
- Bezirksliga
- Kreisliga

Bis zur Saison 2005/2006 hat es eine eingleisige zweite Bundesliga (DWL II) geben. Diese wurde 2006 nach der Aufstockung der ersten Liga (DWL I) von zehn auf 16 Mannschaften gestrichen. Stattdessen ist der Unterbau der höchsten Klasse seit der Spielzeit 2006/07 nun viergleisig aufgebaut und spielt in den Staffeln 2. Liga Nord, 2. Liga Ost, 2. Liga Süd und 2. Liga West.
Rekordmeister und dominierender Club der vergangenen vier Jahrzehnte ist mit 37 nationalen Titeln zwischen 1979 und 2019 der Berliner Verein Wasserfreunde Spandau 04; lediglich 1993 sowie 2018 (jeweils Waspo Hannover-Linden bzw. der Nachfolgeverein Waspo 98 Hannover), 2006 (SV Cannstatt) und 2013 (ASC Duisburg) konnten andere Mannschaften die Meisterschaft für sich entscheiden. An zweiter Stelle bei den Meisterschaften rangiert der SC Rote Erde Hamm mit elf Titeln. Je acht Titel erspielten Hellas Magdeburg und Wasserfreunde 98 Hannover, sieben Titel gewann der Duisburger Schwimmverein von 1898. Bei sechs „Großdeutschen“ Meisterschaften (1938–1943) wurde der letzte Titel an den 1. Wiener Amateur SC vergeben.
In der Jugend wird ab dem Jahr 2013 von der C-Jugend abwärts in einem Turnier-/Pokal-Wettbewerb gespielt. Für die B-Jugend gibt es seit 2012/2013 eine U17-Bundesliga. Bei der A-Jugend, die unterbesetzt ist, da viele Vereine ihre Talente bereits in die Männermannschaft holen, wird in einer verkürzten Turnierform gespielt.
Siehe auch: Liste der deutschen Wasserballmeister und Liste der DDR-Wasserballmeister

#### Frauenligen in Deutschland
Seit 1982 wird der Titel des Deutschen Meisters im Wasserball in Deutschland auch bei den Frauen (siehe: Liste der Deutschen Meisterinnen) ausgespielt. Dabei wurde bis 1998 in regionalen Ligen (Oberligen) in der Saison innerhalb der Landesverbände gegeneinander angetreten, die Abschlusstabelle bestimmte darüber, welche Vereine sich für die Meisterschaftsendrunde qualifizieren konnten.
Seit der Spielzeit 1998/99 existiert in bundesweiter Ligenform eine einteilige Bundesliga, in der sich die Mannschaft vom Hohenlimburger SV 1999 den ersten Titel sichern konnte. In der Saison 2021/2022 umfasst die Liga acht Vereine, die nach einer Punkterunde im Play-off-Verfahren (qualifiziert sind die Ränge eins bis vier) den Titel ausspielen. Die Saison lief in den vergangenen Jahren in der Regel, weil der internationale Wasserballkalender (LEN; FINA) die Sommertermine in Beschlag hält, zwischen November und Juni.
Ab der Meisterschaftsrunde 2000 dominierte der SV Blau-Weiß Bochum bei den Frauen die Bundesliga. Das Team holte bis 2011 alle zwölf Meistertitel und blieb wiederholt ohne Punktverlust. 2012 übernahm das Team vom SV Bayer Uerdingen, zuvor bereits viele Jahre Bochums Endspielgegner, die Vorherrschaft und holte bis 2017 sechs Titel sowie fünf Double-Erfolge in Serie. 2019 gewann auf Anhieb das neugegründete Team der Wasserfreunde Spandau 04 den Titel und ist der nächste Kandidat für eine ganze Ära an der Spitze des deutschen Frauenwasserballs.
Unterhalb der Bundesliga spielen Frauenteams in den Oberligen der jeweiligen Landesverbände.
Den Spielregeln nach unterscheidet sich Frauen- vom Männerwasserball kaum. Auch hier kommt seit 2005 die internationale Spielzeit von 4-mal 8 Minuten, in der Bundesliga, zur Anwendung. Einen Unterschied gibt es bei dem Ballumfang: Männerspielball 0,68–0,71 m; Frauen: 0,65–0,67 m.

### Wasserball in Österreich
Die österreichische Dachorganisation ist der Österreichische Schwimmverband (OSV). Die höchste Spielklasse ist die Österreichische Bundesliga, die seit der Saison 2019/20 von einem eigenen Ligaverein durchgeführt und organisiert wird. 1991 bis 2019 hat der WBC Tirol mit 19 Titeln die Bundesliga dominiert und holten von 2007 bis 2014 auch den Cupsieg. Österreichischer Meister 2005 und 2006 war der ASV Wien, der die Meisterschaft 2006 mit den maximal möglichen 32 Punkten beendete. 2002, 2003, 2015, 2017 und 2018 setzte sich der PL Salzburg gegen den WBV Graz durch und schaffte 2015 mit dem Pokalsieg das Double. Andere österreichische Wasserballklubs, die zurzeit in der Bundesliga spielen, sind Turnerschaft Dornbirn und Wiener Sport-Club.
Weitere Sieger der Meisterschaft waren chronologisch WSC Austria, Wiener AC, Erster Wiener ASC, PSV Wien, Diana Wien, SU Wien, Grazer AK, ATSE Graz, SV Wörthersee, EW Donau SC, TWV Innsbruck und 1. Linzer SK.
Frühere Bundesligisten waren Badener AC (1971, 1972, 1986–1997), WBV Pelikan Bregenz (in der Schweizer Liga bis 2016), International Waterpolo Vienna (früher SKV Feuerwehr Wien) von 2010 bis 2018 und SC Austria von 2009 bis 2014, der sich 2013 in Vienna Aquatic Schwimmclub umbenannte. Andere erwähnenswerten Mannschaften sind 1. USC Klosterneuburg und ORF Sport-Vereinigung Wien.
2007 wurde die Regionalliga Ost ins Leben gerufen. 2012 haben der Wasserballverein Graz als auch der 1. Linzer SK zum ersten Mal teilgenommen. Weitere ausgetragene Bewerbe sind die U10, U12, U13, U15, U17 und U19.
Eine Österreichische Damen-Bundesliga wurde erstmals 2004 ausgetragen, die bisherigen Meister waren der WBC Tirol und der ASV Wien, weitere Mannschaften sind WBV Pelikan Bregenz und SV Wörthersee.

### Wasserball in Luxemburg
Wasserball wird in Luxemburg seit Anfang des 20. Jahrhunderts gespielt und untersteht der luxemburgischen Schwimmfederation FLNS. Bereits 1928 nahm eine Delegation der Stadt Luxemburg an den Olympischen Spielen teil. Seinen Höhepunkt hatte der Sport zu Beginn der 1980er Jahre, als es in Luxemburg neun Mannschaften gab, die sich in zwei Ligen maßen. Wegen struktureller Probleme und mangels Nachwuchses sank die Zahl der Vereine mit eigener Wasserballmannschaft auf nur noch zwei zum in der Saison 2014–2015, Swimming Luxemburg und Cercle de Natation Diekirch. Der Verband führt aufgrund dieses Mangels an Mannschaften eine „Interregionale Meisterschaft“ durch, an der zusätzlich, allerdings in unterschiedlicher Konstanz, die deutschen Vereine SSV Trier, SV08 Saarbrücken und der Schwimmverein Friedrichsthal sowie GLWP aus dem französischen Longwy und der SC Thionvillois teilnahmen.

### Wasserball in der Schweiz
Wasserball wird in der Schweiz seit Anfang des 20. Jahrhunderts gespielt. Die Meisterschaften werden vom Schweizerischen Schwimmverband organisiert. Die höchste Spielklasse ist die Nationalliga A.
Der Schwimmclub Horgen ist 30-facher Schweizermeister (Stand 2017) und damit Rekordhalter. Zurzeit (August 2013) dominiert der Schwimmclub Kreuzlingen jedoch das Geschehen. In den Jahren 2007–2013 haben sie fünf von sechs Meisterschaften gewonnen. Von 2010 bis 2013 haben sie insgesamt fünf Titel, davon drei Meisterschaften und zwei nationale Pokalwettbewerbe erkämpft.

### Erfolgreiche Wasserballnationen

#### Ungarn
Die ungarische Mannschaft hat neunmal die Goldmedaille bei Olympischen Spielen gewonnen, das erste Mal 1932 in Los Angeles, danach in Berlin (1936), Helsinki (1952), Melbourne (1956), Tokyo (1964), Montreal (1976), Sydney (2000), Athen (2004) und in Peking (2008). Außerdem gewann Ungarn dreizehnmal bei den Europameisterschaften und dreimal bei den Weltmeisterschaften. In der ungarischen Meisterschaft waren in der jüngsten Vergangenheit vor allem Honvéd Budapest und Vasas Budapest erfolgreich. Der frühere Armeeklub Honved holte 2004 sogar den Titel in der neu gestalteten Euro-League.

#### Serbien
Die serbische (ehemals jugoslawische bzw. serbisch-montenegrinische) Mannschaft hat bei den Weltmeisterschaften 1991, 2005, 2009 und 2015 Gold, 2001 und 2011 jeweils Silber und bei den Weltmeisterschaften 2003 und 2017 jeweils Bronze geholt. Ebenfalls war die Mannschaft bei Europameisterschaften erfolgreich: 1991, 2001, 2003, 2006, 2012, 2014, 2016 und 2018 mit Gold, 1997 und 2008 mit Silber sowie 2010 mit Bronze. Bei den Olympischen Spielen gewann sie dreimal Gold (2016, 2020, 2024), einmal Silber (2004) und zweimal Bronze (2000, 2008). Serbien ist ein ewiger Konkurrent Ungarns in vielen Finalwettkämpfen.
Davor gewann die jugoslawische Nationalmannschaft mit kroatischen, serbischen, montenegrinischen und slowenischen Spielern bei den Olympischen Spielen dreimal Gold (1968, 1984, 1988) und viermal Silber (1952, 1956, 1964, 1980).
Bei Weltmeisterschaften holte man 1986 Gold sowie 1973 und 1978 jeweils Bronze.
Bei Europameisterschaften holte man 1954, 1958, 1962, 1977, 1985, 1987, 1989 jeweils Silber sowie 1950, 1966, 1970, 1974 Bronze.

#### Kroatien
Seit der Unabhängigkeit im Jahre 1992 erreichten Kroatiens Wasserballer mehrere gute Platzierungen, darunter zweimal Gold (2010, 2022) bei Europameisterschaften, dreimal Silber (1999, 2003, 2024) und einmal Bronze (2018).
Bei Weltmeisterschaften konnten die Kroaten viermal Bronze (2009, 2011, 2013, 2019), einmal Silber (2015) sowie dreimal die Goldmedaille erkämpfen (2007, 2017, 2024).
Auch bei Olympia wurde je einmal Silber (1996) und einmal Gold (2012) gewonnen.
Die kroatische Dachorganisation ist der Kroatische Wasserballverband – Hrvatski vaterpolski savez (HVS). Die höchste Spielklasse ist die 1. Kroatische Wasserball Liga – Prva hrvatska vaterpolo liga. 1992 bis 2010 haben der HAVK Mladost Zagreb mit zehn Titeln und der VK Jug Dubrovnik mit neun Titeln die Liga dominiert.

#### Spanien
Der zuständige Dachverband für den Wasserballsport ist die Real Federación Española de Natación (dt.: Königlich-spanischer Schwimmsportverband).
Spanien zählt zu den erfolgreichsten Nationen im Wasserball. Das Nationalteam der Herren konnte bislang zwei Weltmeisterschaften für sich entscheiden; bei den Weltmeisterschaften 1998 in Perth schlug man im Finale Ungarn mit 6:4 und 2001 verteidigten die Iberer ihren Titel in Fukuoka durch ein 4:2 gegen Jugoslawien. Darüber hinaus erreichten die Spanier drei Silbermedaillen (1991, 1994, 2009) und eine Bronzemedaille (2007). Bei Olympischen Spielen konnten Spaniens Herren bisher zwei Medaillen gewinnen; 1992 in Barcelona gewann die Mannschaft Silber und 1996 in Atlanta schließlich Gold durch einen 7:5-Finalsieg gegen Kroatien. Weniger erfolgreich agierte das Team bisher bei Europameisterschaften. Das beste Ergebnis ist die Silbermedaille 1991, dreimal gewannen die Spanier Bronze (1983, 1993, 2006).
Das Team der Frauen gewann die erste Medaille bei den Europameisterschaften 2008, wo die Mannschaft erst im Finale mit 8:9 gegen Russland verlor und Silber holte. Bei den Olympischen Spielen 2012 erreichten die Spanierinnen erneut das Endspiel und unterlagen dort den Vereinigten Staaten mit 5:8. Der bislang größte Erfolg der Damen ist die Goldmedaille bei der Weltmeisterschaft 2013, im Finale setzte sich die Mannschaft mit 8:6 gegen Australien durch.
Die höchste spanische Liga ist die División de Honor, in der seit 1925 der spanische Meister ermittelt wird. Erfolgreichster Klub ist der CN Barcelona, der 59 Titel (Stand 2015) gewinnen konnte. Eine Meisterschaft der Damen wird seit 1988 ausgespielt, Rekordmeister ist CE Mediterrani mit 11 Titeln (Stand 2010).
Auf internationaler Ebene gelangen bisher drei Titelgewinne in der LEN Euroliga, 1981/82 durch CN Barcelona, 1994/95 durch CN Catalunya und 2013/14 durch CN Atlètic Barceloneta. Den höchsten Bewerb der Damen, den LEN Women’s Champions Cup, konnte CN Sabadell 2010/11, 2012/13 und 2013/14 gewinnen.

### Wasserball im Behindertensport
Auch von Menschen mit Behinderungen wird Wasserball als Sport betrieben. Die Sportverbände der Gehörlosen haben in ihren Schwimmabteilungen teilweise Wasserballabteilungen. Gehörlose nehmen in Deutschland im normalen Spielbetrieb in den unteren Ligen teil. Dabei spielt auch hier ihre spezifische Behinderung eine erhebliche Rolle, weil die meisten Schiedsrichtersignale akustisch per Trillerpfeife gegeben werden. Häufig wird dies von unerfahrenen Schiedsrichtern als absichtliche Missachtung und Foul gewertet, wenn ein gehörloser Spieler etwa trotz Spielunterbrechung mit dem Ball weiter in Richtung Tor schwimmt. Die gehörlosen Spieler versuchen dies durch erhöhte optische Aufmerksamkeit auszugleichen, was andererseits auch wieder den eigenen Spielfluss beeinträchtigen kann.
Interessanter als der Ligenspielbetrieb ist für Gehörlose der Vergleich untereinander zu gleichen Bedingungen sowohl auf nationaler als auch internationaler Ebene. In Deutschland existieren unter dem Dach der Sparte Wasserball des Deutschen Gehörlosenbundes Wasserballabteilungen in den Gehörlosensportvereinen von Berlin, Dresden, Hamburg, Hannover, Hildesheim und München. Diese veranstalten untereinander jährliche deutsche Meisterschaften sowie Pokal- und Seniorenpokalturniere.
Abweichend vom normalen Spielbetrieb werden Pfeifsignale nur dann von den Zeitnehmern gegeben, wenn der Schiedsrichter „hörend“ ist, ansonsten wird das Spiel von diesem verstärkt mit Hand- und Flaggenzeichen geregelt.
Auf internationaler Ebene ist Wasserball unter den Gehörlosen neben Deutschland auch in Australien, Italien, den Niederlanden, Ungarn und den USA verbreitet. Bei den letzten Deaflympics, den eigenen Weltspielen der Gehörlosen, 2005 in Melbourne gewann Deutschland die Goldmedaille vor den Mannschaften von Ungarn und Italien. Neben den Deaflympics werden auch separate Welt- (selten) und Europameisterschaften (amtierender Europameister ist Deutschland) im Gehörlosenwasserball ausgetragen.
Ebenso wird Wasserball auch in einigen Versehrtensportvereinen betrieben.

## Geschichte des Wasserballspiels

### Die Anfänge in England

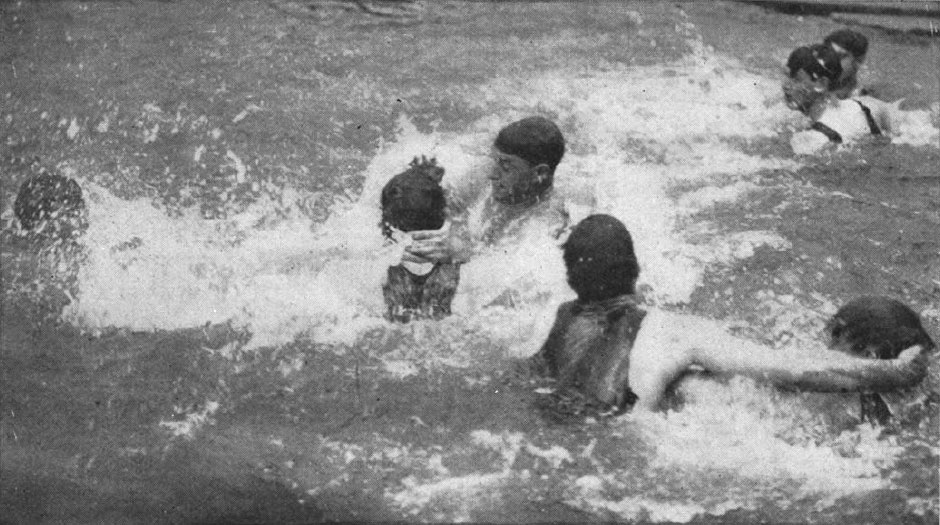
Wasserball 1904 bei den Olympischen Spielen in St. Louis

Im Englischen bezeichnet man das Wasserballspiel als water polo. Der Ausdruck entstand in der gleichen Zeit als sich das Polo-Spiel entwickelte. Dieser Begriff wurde auch in der Mehrzahl der europäischen Sprachen übernommen; die bekanntesten Ausnahmen hiervor sind der deutsche Name Wasserball und das italienische pallanuoto.
Am 12. Mai 1870 gründete der London Swimming Club ein Komitee, welches die Aufgabe hatte, die Regeln des Fußballs auf ein Spiel im Wasser zu übertragen. Die Arbeit des Komitees dauerte bis 1874. Das erste „Water Football“ wurde im Crystal Palace in London gespielt. Das Komitee zeichnete die Resultate seiner Bemühungen jedoch nicht auf und somit gibt es auch keine näheren Angaben zu dieser denkwürdigen Begebenheit.
Zur Entstehungsgeschichte des Wasserballs gibt es verschiedene Aussagen, die sich jedoch nicht widersprechen.
Zum einen ist belegt, dass das Wasserballspiel wahrscheinlich erfunden wurde, um Schwimmveranstaltungen („Swimming Exhibitions“) attraktiver gestalten zu können und somit dem Schwimmsport generell mehr Zuspruch zu verschaffen. Zum anderen ist eine mündliche Aussage überliefert, in der Dick Hodgson (Mitglied der englischen Olympiamannschaft 1924 und 1928) dem BBC-Fernsehkommentator Harry Walker eine andere Entstehungsgeschichte erzählt. Demnach ging Hodgsons Vater üblicherweise mit seinem Rugbyteam in Lancashire nach einem Spiel in ein Waschhaus, an das ein Schwimmbad angeschlossen war: „Eventually they would end up in the pool, normally with a ball, and would play a type of rugby game in water. The ball would be placed on the side when a goal was scored in rugby fashion“ (JUBA 1972, 18).
In den zwei darauf folgenden Jahren entwickelte sich eine Art Water Baseball mit drei Spielern auf jeder Seite. Ziel des Spieles war es, den Ball auf der gegnerischen Seite auf eine Plattform oder ein Boot zu legen. Wie die Spieler das erreichten, war nicht geregelt und deshalb waren meist die „heftiest men the more likely winners“. Es wurden vereinzelte Versuche unternommen, das Wasserballspiel zu popularisieren und neue Regeln aufzustellen, bis schließlich am 14. Juli 1876 der Bournemouth Premier Rowing Club den ersten und bereits bis zu einem gewissen Grade durch einen Vorschriftenrahmen geregelten Wasserballwettkampf veranstaltete.
Hierzu sind Presseberichte überliefert, die von dieser ersten Serie von „Aquatic Handball matches“ berichten und größtes Erstaunen darüber zeigen, dass die Spieler, nachdem sie an Land gezogen wurden, doch „properly habited“ waren. Unter der Aufsicht eines Schiedsrichters und zweier Torlinienrichter spielten zwei Mannschaften, bestehend aus je 7 Spielern, auf einem abgegrenzten Feld in einem Fluss gegeneinander. Tore gab es keine. Das Ziel des Angriffs bestand darin, den Ball auf ein Floß abzulegen. Dieser erste „ernsthafte“ Wettkampf dauerte jedoch nur kurze Zeit, denn der schwache Gummiball konnte dem heftigen Kampf nicht lange standhalten und zerplatzte (RAJKI 1959).
Vom Ursprungsland England aus verbreitete sich das Wasserballspiel als Wettkampfspiel gegen Ende des 19. Jahrhunderts über den europäischen Kontinent und nach Nordamerika.
Vom Jahre 1880 an wurden bereits zwischen englischen und schottischen Mannschaften regelmäßig Wettkämpfe ausgetragen.
1884 trafen sich britische und schottische Schwimmclubs in Burton-on-Trent und legten gemeinsame Regeln fest. Zurück in Schottland bemühte sich der Associated Swimming Club of Glasgow diese Regeln weiter zu verbessern und führte einen Volllederball ein. Das Spiel bekam den Namen „Hardball (Soccer) Water Polo“. Eine weitere Neuerung, die Folgen haben sollte, war die Einführung von Torpfosten. Der Gesamtcharakter des Spieles veränderte sich, der Ball musste nicht mehr abgelegt, sondern konnte geworfen werden. Daraus resultierte eine wesentlich größere Attraktivität des Spiels, die zu einer raschen Verbreitung des Spiels beitrug. „This brought a change in character into the game. lt was no longer a case of brute strength but, instead, one of speed, technique and tactics“ (JUBA 1972, 19).
1885 erkannte der englische Schwimmverband das Wasserballspiel als eigenständige Sportart an und ordnete bei den Wettkämpfen einheitliche Regeln an. In den Berichten über die im Jahre 1885 veranstalteten Treffen werden diese Regeln bereits ausführlich erwähnt. Diese Regeln bestanden aus elf Punkten:
1. Dauer des Wettkampfes: 20 Minuten.
2. Die Mannschaften haben ihre Kapitäne, die sich über die Wahl des Tores einigen oder losen.
3. Bei Spielbeginn wirft der Schiedsrichter den Ball in die Mitte des Spielfeldes. Dann sollen alle Spieler sofort ins Wasser springen, mit Ausnahme der beiden Torwarte. Die Torwarte können am Ufer bleiben und ihr Tor verteidigen, wie sie wollen.
4. Die Spieler können einander beim Angriff auf das Tor des Gegners den Ball über oder unter dem Wasser übergeben.
5. Der Torwart darf weder im Wasser noch außerhalb des Wassers gehindert werden, ebenso wenig ein anderer Spieler, ausgenommen, wenn sich der Ball in seinem Besitz befindet. Wenn ein Spieler gegen diese Regeln verstößt, erhält der Gegner einen Freiwurf, den er an der Stelle ausführt, an der der Regelverstoß begangen wurde.
6. Ein Tor wird erzielt, indem der Spieler den Ball mit der Hand auf ein Tor bildende Floß oder auf einen Kahn befördert.
7. Verlässt der Ball während des Spieles das Spielfeld, so wirft ihn der Schiedsrichter von jener Stelle, wo er das Spielfeld verlassen hat, zurück. Wenn der Ball über dem Floß oder dem Kahn das Spielfeld verlässt oder darauf fällt, muss ihn der betreffende Torwart sofort in das Spielfeld zurückwerfen.
8. Auf jeder Seite steht ein Linienrichter. Wenn eine Mannschaft ein Tor erzielt, pfeift der betreffende Linienrichter und von diesem Augenblick an pausiert das Spiel.
9. Die Mannschaften wechseln in der Halbzeit die Tore.
10. Wenn ein für den Wettkampf genannter Spieler am Spiel nicht teilnimmt, verliert er alle Preise, die er bei einem Schwimmwettkampf vor diesem Match gewonnen hat oder beim darauf folgenden Wettkampf gewinnen würde.
11. Die Linienrichter - oder in einem strittigen Fall der Schiedsrichter - haben das Recht, in allen Fällen zu entscheiden, die in den Regeln nicht vorgesehen sind (RAJKJ 1959, 12).

1887 wurden das Tunken und das Fangen des Balls mit zwei Händen sowie das Stehen auf dem Grund verboten.
1888 fanden die ersten regulären englischen Meisterschaften statt. Burton schlug Otter 3:0. Eine London League wurde gegründet und umfasste die Clubs von Middlesex, Surrey, Kent, Sussex und Hampshire.
Bis 1888 entwickelten sich die Regeln in England fast gar nicht, bis sich der englische Schwimmverband entschloss, wiederum ein Komitee zu gründen, um die Regeln zu überprüfen und zu verbessern. Durch die neuen Spielregeln (Einführung eines Tores, nur noch schwimmende Fortbewegung wurde erlaubt) gewann das Spiel mehr und mehr an Beliebtheit und wurde schnell verbreitet. Für die weitere Entwicklung des Spiels war es von großer Bedeutung, dass neben den englischen auch die schottischen und die irischen Clubs nacheinander ihre Mannschaften bildeten und Meisterschaften veranstalteten.
1890 fand das erste internationale Spiel statt. Schottland schlug England mit 4:0. Obwohl nach englischen Regeln gespielt wurde, demonstrierten die Schotten eine überlegene Art zu spielen. Anstelle den Gegner zu bearbeiten, konzentrierten sie sich darauf, den Ball zu spielen. Diese Einsicht hat sich bezahlt gemacht.
(Überwiegend nach: Smith, James R. (1985). The World Encyclopedia of Water Polo. Edited by Jim Norris. Los Olivos.)
1890 wurde Wasserball auch in den USA eingeführt, wobei die Regeln im Hinblick auf die dortigen kleineren Hallenbäder verändert wurden. Im Wesentlichen war als „Tor“ eine an die Wand gemalte Markierung definiert, auf die jedoch kein Ballwurf gestattet war. Vielmehr zählte als „Tor“, wenn der Spieler mit dem Ball in der Hand die Markierung berührte (RAJKI 1959, 13).

### Entwicklung in Deutschland
Nach 1893 begann man sich auch auf dem Kontinent für das Wasserballspiel zu interessieren. Es wurde zuerst in Deutschland und dann in Österreich gespielt sowie ab 1897 auch in Ungarn.
In Deutschland wurde Wasserball erstmals 1894 im Schwimmclub Borussia Berlin gespielt. Der Berliner Schwimmer Fritz Kniese hatte das neue Spiel in London kennen gelernt und bei seinen Vereinskameraden bekannt gemacht (Heinz Braecklein 1953, 11).
1897 gab Fritz Droemer in ganz Deutschland Einführungen ins Wasserballspiel. 1898 verfasste Ulrich Baer aus Berlin deutsche Regeln, die eine weite Verbreitung fanden (Smith 1985, 282). Droemer verfasste 1908 auch das erste deutsche Wasserballlehrbuch, das noch 1922 in vierter Auflage erschien.
Nachdem sich in den Kreisen des Deutschen Schwimm-Verbandes immer mehr Wasserballmannschaften gebildet hatten, wurde 1912 zum ersten Male eine deutsche Wasserballmeisterschaft ausgetragen. Der Berliner Schwimmklub Germania gewann gegen Schwaben-Stuttgart und wurde damit erster deutscher Meister im Wasserball (Heinz Braecklein 1953, 11 ff.).
1911 wurden die englischen Spielregeln durch den Internationalen Schwimmverband FINA für alle ihm angeschlossenen Länder verbindlich. Nach dem Ersten Weltkrieg, im Jahre 1920, wurden die Spielregeln in Deutschland abweichend von den internationalen Bestimmungen erneut geändert. Deutschland war nicht mehr Mitglied in der FINA und deshalb nicht an die internationalen Regeln gebunden. Neu war nunmehr, dass das Tauchen des Gegners wieder verboten wurde und im Spiel nicht gesprochen werden durfte. 1924 wurden die internationalen Spielregeln wieder für Deutschland verbindlich.
1950 nahm das Satzungsorgan des Wasserballsports, der 1929 gegründete International Waterpolo Board, im Interesse der Weiterentwicklung des Spieles bedeutende Änderungen an den Spielregeln vor. Ab nun war das so genannte Standspiel aufgehoben, und es war erlaubt, sich während des ganzen Spiels auch bei Unterbrechungen (insbesondere vor Ausführung des Freiwurfes) zu bewegen. „Das Spiel nach den neuen Regeln wurde schillernder, bewegter und fesselte das Interesse der Zuschauer in viel höherem Maße als das frühere, mit vielem Stillstand, mit viel aktionsloser, toter Zeit belastete Spiel“ (RAJKI 1959, 14).

### Die Olympischen Spiele
Schon 1900 wurden die ersten Wasserballspiele bei den Olympischen Spielen in Paris ausgetragen. Hier errang die Vereinsmannschaft des Osborne Swimming Club aus Manchester für Großbritannien die Goldmedaille vor Vertretungen aus Belgien und Frankreich. Eine deutsche Auswahl schied bereits nach dem ersten Spiel aus.
Bei den Spielen 1904 in St. Louis (US-Bundesstaat Missouri) spielten aber nur amerikanische Mannschaften gegeneinander. Die Europäer konnten wegen der hohen Reisekosten nicht teilnehmen (SARKANY 1965, 10). Im Duell dreier Vereinsteams siegte der New York Athletic Club vor der Chicago Athletic Association und dem Missouri Athletic Club, wobei allerdings nach den knochenharten amerikanischen Regeln gespielt wurde, die sich international nicht durchsetzen sollten.
Bei dem Turnier 1908 in London kämpften sechs Ländermannschaften um den Titel. Großbritannien siegte vor Schweden und Belgien. 1928 in Amsterdam konnte sich Deutschland unter 14 Nationen bei seiner zweiten Olympiateilnahme in dieser Sportart vor Ungarn und Titelverteidiger Frankreich platzieren. Zur großen Überraschung gewann die deutsche Mannschaft gegen die ungarische, die zu dieser Zeit als die weltbeste Mannschaft angesehen wurde, mit 5:2 in der Verlängerung.
In der Folgezeit siegte vor allem die ungarische Nationalmannschaft, die bis 2008 neunmal Olympiasieger geworden ist.
Serbien wurde Olympiasieger bei den letzten drei Olympischen Spielen in Folge (2024, 2020, 2016).

### Frauenwasserball

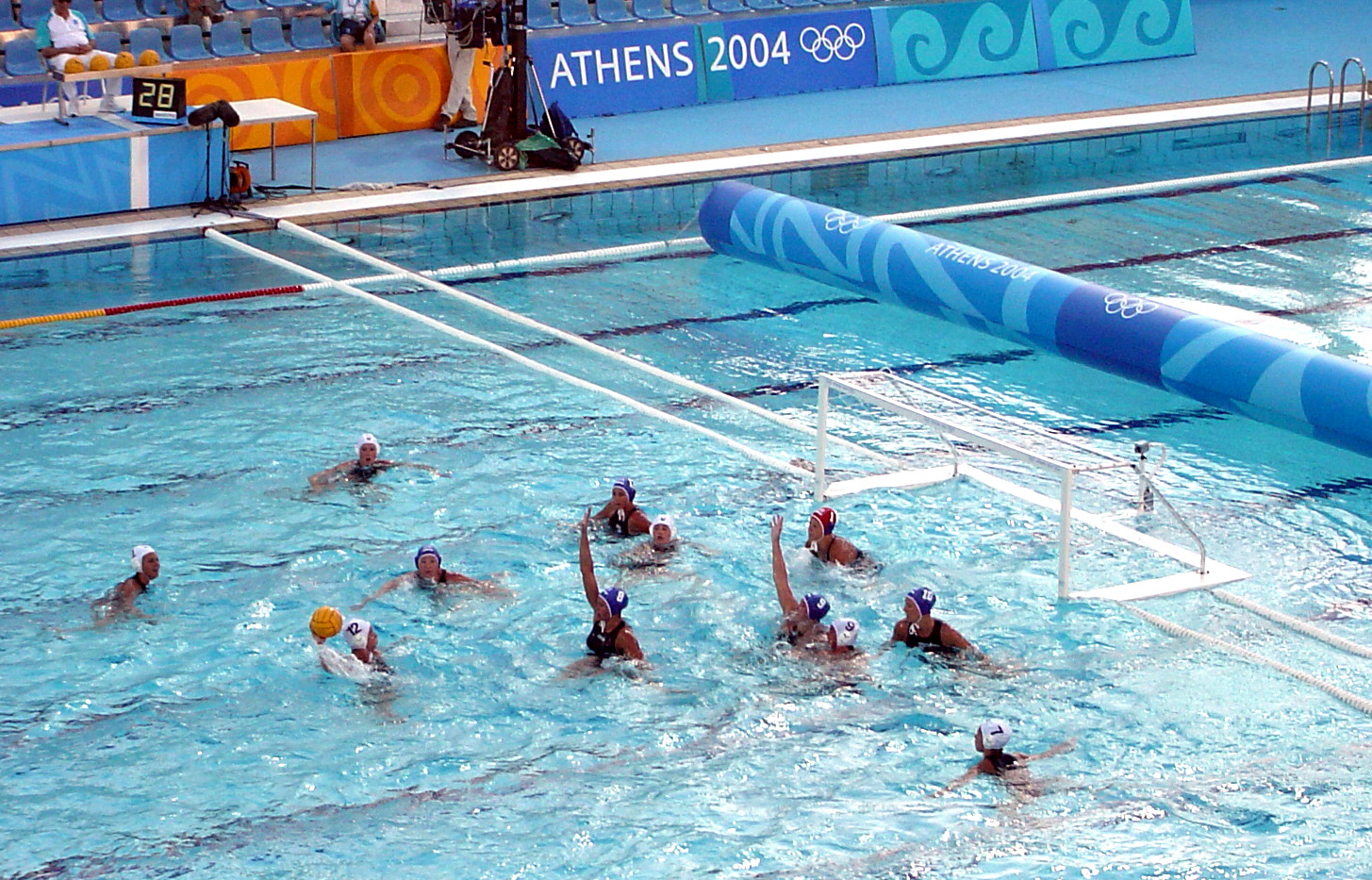
Spielsituation zweier Frauenmannschaften bei den Olympischen Spielen 2004

Vereinsduelle zwischen Frauenteams lassen sich in Großbritannien mittlerweile bis zurück in das Jahr 1900 nachweisen (Wolfgang Philipps 2015, S. 119), wenngleich den meisten Teams keine lange Existenzdauer beschieden war. Pionierarbeit im Frauenwasserball leisten insbesondere die Niederlande, wo bereits 1906 die erste Partie gespielt wurde. Im Gegensatz zu anderen Verbänden wird dort auch bereits seit 1919/1920 ein nationaler Meister ausgespielt.
Ein eigenes Komitee für den Frauenwasserball wurde jedoch erst während des ersten FINA Weltcups 1979 gegründet. Dominierend sind heute die USA, Australien, Italien, Spanien, Ungarn und die Niederlande. Auffallend ist, dass es sich hier mehrfach um Länder handelt (Italien, Ungarn und Spanien ausgenommen), in denen das Männerwasserball im internationalen Vergleich längst nicht die Güte der Frauen erreicht. Auf der anderen Seite spielt der Frauenwasserball in den traditionell starken Männerwasserballländern (Ungarn, Kroatien, Italien) nur eine untergeordnete Rolle. Hier scheint die Gleichstellung der Frauen noch nicht so weit fortgeschritten zu sein. Dies ist wenig verwunderlich, denn immer wieder in der Geschichte hatten die Frauen, die Wasserball spielten, mit starken Vorurteilen zu kämpfen. So beschreibt 1953 Heinz Braecklein die Lage des Frauenwasserballs in Deutschland wie folgt:
„Das Problem ‚Frauenwasserball‘ ist fast so alt wie das Wasserballspiel selbst. Merkwürdigerweise waren es fast immer Männer, die das Spiel der Frauen rundweg ablehnten, wobei die Frauen gar nicht erst gefragt wurden. In Deutschland spielten Frauen schon in den zwanziger Jahren Wasserball, Holland begann noch früher. Die Dresdner Poseidonen, die Münchner und Aachener Schwimmerinnen haben schon vor 25 Jahren gute Leistungen im Wasserball erreicht. […] Warum sollten die Frauen in Deutschland nicht wieder Wasserball spielen? Sie treiben ja auch andere Sportspiele wettkampfmäßig. Sie haben auch im Wasser schon bewiesen, dass sie mit dem gleichen Einsatz spielen wie die Männer. Sie waren nicht unfair, sie schwammen genauso beweglich und begingen auch nicht mehr Fehler. Sie können kraulen, dribbeln und auch taktisch handeln. Gesundheitliche Schädigungen traten nicht auf“ – (Heinz Braecklein 1953, S. 24).

## Zitate
„Wasserball ist keine Verschlechterung des Schwimmstiles, sondern eine Verbesserung des Charakters.“